# Charles Aznavour
Charles Aznavour (Pariz, 22. svibnja 1924. – Mouriès, 1. listopada 2018.) pravog imena Shahnour Varenagh Aznavourian ili  Charles Aznavurian, francuski autor, skladatelj, šansonijer i glumac armenskog podrijetla.

## Životopis
Poput Yvesa Montanda, podrijetlom Talijana, i Charles Aznavour je stranac, sin armenskih emigranata umjetnika u Parizu. I njega je kao tolike druge prva otkrila Édith Piaf. S vremenom postaje vrstan pjesnik, tekstopisac prekrasnih tekstova šansona, što će ih interpretirati brojni pjevači diljem svijeta. Njegov ranjeni promukli glas osvaja publiku iskrenom patetičnošću, strastvenošću i melodramatičnošću. Već rano vrlo umiješno spaja ritmove jazza sa šansonom, a njegov neobičan glas, gotovo na rubu slamanja, najviše pridonosi njegovoj popularnosti te, unatoč malena rasta (1,61 m) i naborana neobična lica, osvaja srca - posebno žena. Aznavour govori i jako često pjeva na pet jezika - francuskom, talijanskom, engleskom, španjolskom i njemačkom, a ponekad zapjeva čak i na ruskom, armenskom, i romskom jeziku (jedan od njegovih većih hitova "Les Deux Guitares" je na romskom jeziku). Toliko je lingvistički nadaren da pjeva i na puno raznih dijalekata, pogotovo na francuskom i španjolskom jeziku.
Aznavour se posvećuje šansoni, prve pjesme piše 1941. u suradnji s Pierreom Rocheom, a 1946. angažira ga nezaobilazna Piaf za jednu turneju. Već 1947. dobiva Grand prix de la chanson za pjesmu J`ai bu. Prati Édith Piaf na turneji po Americi i vrlo rano osvaja američku publiku, a kasnije su ga čak proglasili alter-egom velikana zabavne glazbe Franka Sinatre.
On se ipak naporno probija do samog vrha popularnosti. Piaf u početku ni ne vjeruje u njegov talent i odbija njegovu pjesmu Mrzim nedjelje, koju će tek proslaviti Juliette Gréco 1950. Godine 1951. počinje surađivati s Bécaudom, a 1953. doživljava pravi trijumf na turneji po Maroku. Slijede nastupi u Olympiji i Moulin Rougeu u Parizu (1954.) i konačno 1955. postaje pravom planetarnom zvijezdom. Nakon toga slava mu stalno raste, a kad je 1966. godine prodao više od milijun primjeraka ploče sa svojom pjesmom La Mamma ne silazi s liste najpopularnijih.
U mladosti glumi u kazalištu, a kasnije je u filmu realizirao mnoge zapažene uloge (Taxi za Tobrouk, 1961.). Njegove šansone pretežno pjevaju o ljubavi, znaju biti natopljene erotičnošću, često govore o dječačkim snovima, o životu u dvoje ili čežnji za avanturama (Les Comediens, Apres l'amour, Emmenez-moi, itd.).
U 2008. godini, Aznavour i dalje snima nove albume i putuje po svijetu, napunjujući najveće koncertne kuće u gradovima od Japana i Portugala do Amerike i Australije, te naravno također u svojoj Francuskoj i Armeniji. Rekao je da ne planira napustit glazbenu scenu prije 2010. godine, a vjerojatno ne ni poslije. Kaže da mu sve ovisi o zdravlju i kako mu glas tada bude zvučao.
Surađivao je s brojnim glazbenicima među kojima su bili Celine Dion, Sting, Plácido Domingo, Paul Anka, Nana Mouskouri, Josh Groban, i drugi.

## Vanjske poveznice
- Charles Aznavour u internetskoj bazi filmova IMDb-u (engl.)
- Official Website (en.).
- Biografija
- Charles Aznavour - Armenian-Russian fan site